# Facidia divisa
Facidia divisa là một loài bướm đêm trong họ Erebidae.